# Вартберг-об-дер-Айст
Вартберг-об-дер-Айст (нем. Wartberg ob der Aist) — коммуна (Gemeinde) в Австрии, в федеральной земле Верхняя Австрия.
Входит в состав округа Фрайштадт. Население составляет 3894 человека (на 31 декабря 2005 года). Занимает площадь 20 км². Официальный код — 40 624.

## Политическая ситуация
Бургомистр коммуны — Эрих Хакль (СДПА) по результатам выборов 2003 года.
Совет представителей коммуны (нем. Gemeinderat) состоит из 25 мест.
- СДПА занимает 13 мест.
- АНП занимает 9 мест.
- Зелёные занимают 2 места.
- АПС занимает 1 место.